# Фридмен, Бенджамин
Бенджамин Фридмен (англ. Benjamin M. Friedman) — американский экономист. Бакалавр (1966) и доктор философии (1971) Гарвардского университета; магистр (1970) Кембриджа (Кингс-колледж). С 1972 г. преподает в Гарварде (профессор с 1980), ныне именной профессор (William Joseph Maier Professor) политэкономии.

## Основные произведения
- «Денежная политика в Соединенных Штатах: проект и реализация» (Monetary Policy in the United States: Design and Implementation, 1981)
- «Япония сейчас и Соединенные Штаты раньше: уроки, извлеченные из сопоставления» (Japan Now and the U.S. Then: Lessons From the Parallels, 2000)
- «Моральные последствия экономического роста» (The Moral Consequences of Economic Growth, 2005)
- Religion and the Rise of Capitalism (2021)